# 체스 주석 기호
체스 대국을 해설할 때, 해설자는 널리 알려진 주석 기호를 자주 사용한다. 이를 체스 주석 기호라고 한다. 한 수가 나쁘거나 좋음을 나타내는 물음표와 느낌표는 체스 문헌에서 널리 사용된다. 《체스 인포르만트》와 같이 국제 독자를 대상으로 하는 일부 출판물은 언어 장벽을 초월하는 다양한 추가 기호를 사용한다.
수의 가치를 평가하는 일반적인 기호는 "??", "?", "?!", "!?", "!", "!!"이다. 선택된 기호는 수를 설명하는 텍스트 뒤에 붙는다 (예: Re7? 또는 Kh1!?). 정확한 사용법에 대해서는 대수기보법을 참고하라.
이러한 주석 기호의 사용은 주관적이며, 서로 다른 해설자가 동일한 기호를 다르게 사용하거나 다른 이유로 사용하는 경우도 많다.

## 평가 기호

### 수
수의 심각도 감소 또는 효과 증가에 따른 수 평가 기호:

#### ?? (블런더)
두 개의 물음표 "??"는 블런더를 나타내며, 결정적으로 나쁜 실수를 의미한다. 이중 물음표를 받는 전형적인 수들은 상당한 기물을 획득하는 전술을 간과하거나 체크메이트를 간과하는 수들이다. "??"에 해당하는 수는 즉시 패배하는 포지션으로 이어지거나, 이긴 포지션을 비긴 경기로 만들거나, 중요한 기물을 잃거나, 플레이어의 포지션을 심각하게 악화시킬 수 있다. 약한 플레이어에게서 더 흔히 볼 수 있지만 블런더는 모든 수준의 경기에서 발생한다.

#### ? (실수)
단일 물음표 "?"는 해설자가 그 수가 실수이며 두어서는 안 된다고 생각한다는 것을 나타낸다. 실수는 종종 템포, 기물 손실 또는 플레이어의 포지션 악화를 초래한다. 실수의 본질은 전술적이라기보다는 전략적일 수 있다. 어떤 경우에는 물음표를 받은 수가 반격을 찾기 어려운 수일 수 있다. 예를 들어, 상대방의 다가오는 멋진 콤비네이션을 간과하는 수는 거의 한 개 이상의 물음표를 받지 않는다. 이 기호는 훨씬 더 좋은 수를 간과하는 경우에도 사용될 수 있다.

#### ?! (의심스러운 수 / 부정확한 수)
물음표 뒤에 느낌표 "?!"는 보통 해설자가 그 수가 의심스럽거나 의문스럽지만 장점이 있을 수 있거나 반격하기 어려울 수 있다고 믿는다는 것을 나타낸다. 또한 "?!"는 해설자가 그 수가 약하고, 가치가 의심스러우며, 비판받아 마땅하지만 "?"를 받을 만큼 나쁘지는 않다고 믿는다는 것을 나타낼 수 있다. Chess.com 및 Lichess와 같은 특정 인터넷 체스 서버에서는 이러한 종류의 수가 "부정확한 수"로 표시되어 약한 수를 나타내며, 대부분의 해설자보다 더 자주 나타난다. 상대방이 잘 방어하면 막을 수 있는 위험한 공격으로 이어지는 희생은 "?!"를 받을 수 있다. 또는 이는 객관적으로 나쁘지만 매력적인 함정을 설정하는 수를 나타낼 수도 있다.

#### !? (흥미로운 수)
"?!"와 유사하게 (위 참조), 느낌표 뒤에 물음표 "!?"는 가장 논란이 많은 기호 중 하나이다. 서로 다른 자료에서 "흥미롭지만, 아마도 최선의 수는 아닐 수 있음", "주목할 만한 수", "추측성 수", "모험적인 수" 또는 "위험한 수"와 같이 약간씩 다른 정의를 가지고 있다. 일반적으로 이 기호는 흥미롭거나 격렬한 경기를 유도하지만, 수의 객관적인 평가가 불분명함을 나타낸다. 또한 패배한 포지션에서 선수가 교활한 함정을 설정할 때도 자주 사용된다. "!?"를 받는 전형적인 수는 추측성 희생이나 잘 방어할 경우 오히러 불리해진다고 판명될 수 있는 위험한 공격을 포함한다.
앤드류 솔티스는 "!?"를 흥미로운 수를 발견했지만 그 수가 좋은지 나쁜지 파악하기 귀찮아하는 게으른 해설자의 기호라고 농담 삼아 말했다.

#### ! (좋은 수)
느낌표 "!"는 좋은 수, 특히 놀랍거나 특별한 기술을 요구하는 수를 나타낸다.
이 기호는 "최선의 수"로 해석될 수도 있다. 해설자들은 일반적으로 이 기호의 사용에 다소 보수적이다. 기물을 획득하거나 체크메이트를 가하는 명백한 수에는 보통 이 기호가 주어지지 않는다.
이 기호를 부여하는 이유는 해설자마다 크게 다르다. 그 중에는 강력한 오프닝 신수, 좋은 심리적 오프닝 선택, 적절한 시기의 돌파, 견고한 희생, 패배한 포지션에서 함정을 설정하는 수, 그런 함정을 피하는 수, 실수를 잘 응징하는 수, 멋진 수 중의 연속적인 수, 그리고 플레이어의 포지션을 유지하는 유일한 좋은 수 등이 있다.

#### !! (탁월수)
이중 느낌표 "!!"는 뛰어난 또는 특히 강력한 수에 사용되며, 보통 높은 수준의 기술이나 계산을 요구하는 찾기 어려운 수에 해당한다. 해설자는 일반적으로 "!"보다 이 등급을 더욱 보수적으로 부여한다. 이중 느낌표를 받는 전형적인 수에는 많은 양의 기물을 견고하게 희생하는 수와 매우 강력한 것으로 판명되는 직관적이지 않은 수들이 포함된다. 엔드게임 속임수도 때때로 "!!" 기호를 받는다.
예를 들어, 세기의 대국으로 알려진 경기에서 13세의 보비 피셔가 둔 두 수, 즉 11...Na4!!와 17...Be6!! (각각 나이트와 퀸의 희생)에 대해 해설자들은 일반적으로 이중 느낌표를 부여한다.

#### 특이한 기호
대부분의 체스 문헌 작가와 편집자는 두 문자보다 긴 기호는 불필요하다고 생각한다. 그러나 일부 작가는 예외적으로 뛰어난 수에 세 개 이상의 느낌표("!!!"), 예외적으로 나쁜 블런더에 세 개 이상의 물음표("???"), 또는 특히 특이하거나 화려하거나 논란이 많거나 불안정한 수에 느낌표와 물음표의 특이한 조합("!?!", "?!?" 등)을 사용했다.
예를 들어, 로틀레비–루빈슈타인 1907년 경기을 해설할 때 한스 크모흐는 루빈슈타인의 22...Rxc3에 세 개의 느낌표를 부여했다. 또한 해설자는 레비츠키–마셜 1912년 경기 (일명 "골드 코인 게임")의 마지막 수인 23...Qg3에도 "!!!" 기호를 부여했다.
세 개 이상의 물음표가 부여된 예외적으로 나쁜 블런더는 2006년 딥 프리츠-크람니크 대국에서 블라디미르 크람니크가 35.Qh7#으로 1수 체크메이트를 간과하고 34...Qe3를 두었을 때 발생했다.

#### 괄호
때때로 주석 기호는 괄호 안에 들어간다. 예: "(?)", "(!)". 다양한 작가가 이를 다른 방식으로 사용했다.
루데크 파흐만은 자신이 나쁘다고 생각하지만 더 이상 언급하고 싶지 않은 수를 나타내기 위해 "(?)"를 사용했다. 사이먼 웹은 객관적으로는 견고하지만 자신의 의견으로는 심리적으로 좋지 않은 선택인 수를 나타내기 위해 "(?)"를 사용했다. 로베르트 휘브너 (아래 참조)는 부정확하며 플레이어의 과제를 더 어렵게 만드는 수를 나타내기 위해 "(?)"를 사용했다.
괄호 안에 넣어진 "(!)"는 보통 화려한 수라기보다는 플레이어의 기술을 보여주는 미묘한 점을 나타낸다.

## 공식화된 정의
일부 작가는 이러한 기호에 대해 덜 주관적이거나 더 공식화된 접근 방식을 선택한다.

### 넌의 관습적 기호
1992년 저서 《룩 엔딩의 비밀》(Secrets of Rook Endings) 및 시리즈의 다른 책(《마이너 기물 엔딩의 비밀》, 《폰 없는 엔딩의 비밀》)에서 존 넌은 최적의 플레이 라인을 확실하게 결정할 수 있는 엔드게임의 맥락에서 이러한 기호를 더 구체적인 방식으로 사용한다.
| 기호 | 의미 |
| ---- | --- |
| !    | 현재 포지션의 평가를 유지하는 유일한 수. 포지션이 이론적으로 비기는 게임인 경우, 이 수는 지지 않는 유일한 수이다. 포지션이 이론적으로 이긴 경우, 이 수는 승리를 확보하는 유일한 수이다. "!"는 해당 수가 아무리 사소하더라도 사용되며, 유일하게 합법적으로 둘 수 있는 수인 경우는 예외이다. |
| !!   | 특히 찾기 어려운 "!" 수 |
| ?    | 포지션의 평가에 부정적인 영향을 미치는 수. 이 수 이전에 포지션이 비기는 경기였다면 이제는 패배한 포지션이 되고, 이 수 이전에 이긴 포지션이었다면 이제는 비기거나 패배한 포지션이 된다. |
| ??   | 명백히 나쁜 "?" 수 |
| !?   | 상대방의 과제를 더 어렵게 하거나 자신의 과제를 더 쉽게 하는 수. 예를 들어, 이론적으로 패배한 포지션에서 상대방이 이기기 위해 여러 "!" 수를 찾아야 하도록 강제하는 수 |
| ?!   | 상대방의 과제를 더 쉽게 하거나 자신의 과제를 더 어렵게 하는 수. 예를 들어, 이론적으로 이긴 포지션에서 이기기 위해 여러 후속 "!" 수가 필요한 수 |

이러한 관습은 카르스텐 뮐러와 프랑크 람프레히트의 《기초 체스 엔딩》(Fundamental Chess Endings) 및 《폰 엔딩의 비밀》(Secrets of Pawn Endings)과 같은 일부 후기 저작에서도 사용되었지만, 특별한 언급이 없는 한 이 관습이 사용되지 않는다고 가정하는 것이 안전하다. 넌의 관습은 포지션의 정확한 평가를 계산하는 것이 일반적으로 비실용적이기 때문에 전체 게임을 해설하는 데 사용할 수 없다.
1959년, 오이베와 후퍼는 물음표를 "... 결정적인 실수 ..."로 같은 방식으로 사용했다.

### 휘브너의 접근 방식
독일의 그랜드마스터 로베르트 휘브너는 수 평가 기호에 대해 훨씬 더 구체적이고 절제된 사용을 선호한다.
나는 나의 판단에 따라 이긴 포지션을 무승부로, 또는 무승부 포지션을 패배로 바꾸는 수에 물음표를 붙였다. 이긴 포지션을 패배로 바꾸는 수는 두 개의 물음표를 받을 자격이 있다... 나는 명백히 부정확하고 플레이어의 과제를 상당히 늘리는 수에 괄호 안의 물음표를 분배했다... 느낌표는 유용하지 않으므로 사용하지 않는다. 최선의 수는 어쨌든 분석에서 언급되어야 한다. 느낌표는 해설자의 개인적인 흥분을 나타내는 역할만 할 뿐이다.

| 기호 | 의미                                                                               |
| ---- | ---------------------------------------------------------------------------------- |
| ?    | 이긴 포지션을 무승부 포지션으로, 또는 무승부 포지션을 패배한 포지션으로 바꾸는 수. |
| ??   | 이긴 포지션을 패배한 포지션으로 바꾸는 수.                                         |
| (?)  | 부정확한 수. 플레이어의 과제를 상당히 늘리는 수.                                   |

### 체스 문제
특정 체스 문제에 대한 해답이 주어질 때, 일반적인 관행이 된 몇 가지 규칙도 있다.
| 기호 | 의미                                                                                               |
| ---- | -------------------------------------------------------------------------------------------------- |
| !    | 핵심적인 수는 적어도 하나 이상의 "!"로 표시된다.                                                   |
| ?    | 시도할 만한 수(하지만 상대의 방어로 무력화가 가능한 수)                                            |
| !    | 시도할 만한 수에 대한 반격수                                                                       |
| ?    | 피해야 할 대안수가 문제의 주제 내용의 일부인 경우, 피해야 할 대안수(나열된 경우)는 "?"로 표시된다. |

### 포지션
이 기호는 경기 포지션의 전략적 균형을 나타낸다.
| CP437 | 유니코드 | 요약                 | 의미 |
| ----- | -------- | -------------------- | --- |
| =     |          | 동등                 | 균형 잡힌 포지션. 백과 흑이 거의 동등한 기회를 가진다. |
| +/=   | ⩲        | 백이 약간 유리       | 약간의 우위. 백이 약간 더 나은 기회를 가진다. |
| =/+   | ⩱        | 흑이 약간 유리       | 약간의 우위. 흑이 약간 더 나은 기회를 가진다. |
| +/−   | ±        | 백이 명백히 유리     | 명백한 우위. 백이 우세하다. |
| −/+   | ∓        | 흑이 명백히 유리     | 명백한 우위. 흑이 우세하다. |
| + −   |          | 백이 결정적으로 유리 | 백이 승리할 우위를 가진다. |
| − +   |          | 흑이 결정적으로 유리 | 흑이 승리할 우위를 가진다. |
| ∞     |          | 불명확               | 불명확한 포지션. 누가 (만약 있다면) 우위를 가지는지 불분명하다. 종종 포지션이 매우 불균형적인 경우에 사용된다. 예를 들어 흑은 폰 구조가 망가졌지만 위험한 활동적인 기물 플레이를 한다. |
| =/∞   | ⯹        | 보상                 | 보상이 있는 경우. 기물이 뒤지는 쪽이 그에 대한 보상을 받는다. 또한 불분명하지만 해설자에게는 대략 동등해 보이는 포지션을 나타낼 수도 있다.                                             |

## 기타 기호
체스 엔진 및 체스 인포르만트, 체스 오프닝 백과사전과 같은 출판물에서 수를 해설하거나 포지션을 설명할 때 사용되는 그 외 다른 기호들이 있다. 많은 기호가 현재 유니코드로 인코딩되어 있지만, 여전히 상당수는 적절한 문자가 포함된 특수 체스 글꼴을 필요로 한다.

### 수 관련
| 기호    | 요약                  | 의미                                          |
| ------- | --------------------- | --------------------------------------------- |
| ⌓       | 더 나은 수            | 두어진 수보다 더 나은 수                      |
| □       | 유일수                | 유일하게 합리적인 수, 또는 유일하게 가능한 수 |
| Δ       | ...의 아이디어와 함께 | 이 수가 생각하는 미래의 라인                  |
| ∇       | 반격                  | 이 수가 방어하는 상대방의 계획                |
| TN or N | 신수                  | 이론적 신수                                   |

### 포지션 또는 조건
| 기호    | 요약                                    | 의미                                                |
| ------- | --------------------------------------- | --------------------------------------------------- |
| ↑       | 주도권                                  | 주도권의 우위                                       |
| →       | 공격                                    | 다음 공격으로 이어짐                                |
| ⇄       | 반격                                    | 플레이어가 다음의 반격을 가진다                     |
| ↻ or ↑↑ | 전개                                    | 기물 전개에서 앞서나감                              |
| ○       | 공간                                    | 한 플레이어가 더 많은 공간을 차지함                 |
| ⊕       | 타임 트러블, 일명 zeitnot 차이트노트[*] | 플레이어가 시간이 부족한 경우                       |
| ⊙       | 추크츠방                                | 플레이어가 불리함을 초래할 강제수를 두어야 함       |
| +       | 체크                                    | 킹이 체크되어 있어 다음 수에 피해야만 함            |
| ++      | 더블 체크                               | 두 기물에 의한 동시 체크                            |
| #       | 체크메이트                              | 피할 수 없는 체크. 체크메이트를 한 선수가 승리한다. |

## 같이 보기
- 대수기보법
- 설명기보법
- 체스 기보법

## 내용주
1. ↑  《체스 인포르만트》는 동일한 개념에 대해 두 개의 고유한 글리프를 제공했다. {\displaystyle {\stackrel {=}{\infty }}}는 백이 흑의 기물 우위에 대한 보상을 받는 상황을 나타내고, {\displaystyle {\stackrel {\infty }{=}}}는 흑이 백의 기물 우위에 대한 보상을 받는 상황을 나타낸다.[2]

## 참고 문헌
- Euwe, Max; Hooper, David (1976). 《A Guide to Chess Endings》 reprint판. Dover. ISBN 978-0-486-23332-1 – Archive.org 경유.
- Hooper, David; Whyld, Kenneth (1996). 《옥스포드 체스 동반자》 2판. 옥스퍼드 대학교 출판부. ISBN 0-19-280049-3.
- Matanović, Aleksandar, 편집. (1987). 《체스 오프닝 백과사전》 D 2판. Yugoslavia: 체스 인포르만트. ISBN 86-7297-008-X.
- Müller, Karsten; Lamprecht, Frank (2001). 《Fundamental Chess Endings》. 갬빗 출판사. ISBN 978-1-901983-53-1.
- Nunn, John (1999). 《Secrets of Rook Endings》. Gambit Publications. ISBN 978-1-901983-18-0.